# سیاه‌چاله (فیلم ۱۹۷۹)
سیاه‌چاله (به انگلیسی: The Black Hole) فیلمی محصول سال ۱۹۷۹ و به کارگردانی گری نلسون است. در این فیلم بازیگرانی همچون ماکسیمیلیان شل، آنتونی پرکینز، رابرت فورستر، جوزف باتمز، ایوت میمی‌یو، ارنست بورگناین، رادی مک‌داول، اسلیم پیکنز، تام مک‌لوکلین ایفای نقش کرده‌اند.